# Breguet 17
Breguet 17 là một loại máy bay tiêm kích hai tầng cánh được phát triển sau Chiến tranh thế giới I.

## Biến thể
Bre.17C.2
Bre.17

## Quốc gia sử dụng
Pháp
- Lục quân Pháp

## Tính năng kỹ chiến thuật
Đặc điểm tổng quát
- Kíp lái: 2, pilot and gunner
- Chiều dài: 8,10 m (26 ft 7 in)
- Sải cánh: 14,28 m (16 ft 10 in)
- Chiều cao: 3,42 m (11 ft 3 in)
- Diện tích cánh: 43,3 m2 (466 ft2)
- Trọng lượng có tải: 1.840 kg (4.056 lb)
- Powerplant: 1 × Renault 12K1, 336 kW (450 hp)

Hiệu suất bay
- Vận tốc cực đại: 218 km/h (135 mph)
- Trần bay: 7.500 m (24.610 ft)
- Vận tốc lên cao: 5,8 m/s (1.140 ft/phút)

Vũ khí trang bị
- 2 × Súng máy Vickers 7,7 mm (.303 in)
- 3 × Súng máy Lewis 7,7 mm (.303 in)